# Skull and Bones (album)
Pour les articles homonymes, voir Skull and Bones (homonymie).
Albums de Cypress Hill
Los grandes éxitos en español
(1999) Live at the Fillmore
(2000)
Singles
1. Worldwide
Sortie : 1999
2. Highlife
Sortie : 2000
3. Can't Get the Best of Me
Sortie : 2000
4. (Rap) Superstar
Sortie : 2000

Skull & Bones est le cinquième album studio de Cypress Hill, sorti le 25 avril 2000.
L'opus contient deux disques : l'un de rap West Coast (Skull) et l'autre de rap metal (Bones).
L'album s'est classé 4e au Top R&B/Hip-Hop Albums, 5e au Billboard 200 et 17e au Top Internet Albums.
Il comprend de nombreux featurings parmi lesquels Reggie Stewart, Eric Bobo, Christian Olde Wolbers (bassiste du groupe Fear Factory), Dino Cazares (ancien guitariste du groupe Fear Factory), Brad Wilk (batteur du groupe Rage Against the Machine), Rogelio Lozano, Jeremy Fleener, Andy Zambrano et Mike Fingers. À noter également la participation de Chino Moreno, dans la chanson (Rock) Superstar, qui est le chanteur du groupe de nu metal Deftones, ainsi que celle d'Everlast, ex-leader du groupe House of Pain.

## Liste des titres

### Disque 1:Skull
| No  | Titre                                         | Contient un (des) sample(s) de                | Durée |
| --- | --------------------------------------------- | --------------------------------------------- | ----- |
| 1.  | Intro                                         | How I Could Just Kill a Man de Cypress Hill   | 1:52  |
| 2.  | Another Victory                               |                                               | 3:11  |
| 3.  | (Rap) Superstar (featuring Eminem et Noreaga) |                                               | 4:53  |
| 4.  | Cuban Necktie                                 |                                               | 4:13  |
| 5.  | What U Want from Me                           |                                               | 3:50  |
| 6.  | Stank Ass Hoe                                 |                                               | 5:09  |
| 7.  | Highlife                                      |                                               | 3:53  |
| 8.  | Certified Bomb                                |                                               | 4:03  |
| 9.  | Can I Get a Hit                               | Get Outta My Life Woman de The New Apocalypse | 2:47  |
| 10. | We Live This Shit                             | Hand on the Glock de Cypress Hill             | 4:20  |
| 11. | Worldwide                                     |                                               | 2:45  |

### Disque 2:Bones
| No | Titre                                                 | Durée |
| -- | ----------------------------------------------------- | ----- |
| 1. | Valley of Chrome                                      | 4:04  |
| 2. | Get Out of My Head                                    | 3:31  |
| 3. | Can't Get the Best of Me                              | 4:15  |
| 4. | A Man                                                 | 3:08  |
| 5. | Dust                                                  | 3:56  |
| 6. | (Rock) Superstar (featuring Chino Moreno et Everlast) | 4:37  |

 Titre Bonus caché pour la France = Jack You Back

## Certifications
| Pays                  | Certification | Unités certifiées |
| --------------------- | ------------- | ----------------- |
| Canada (Music Canada) | Platine       | 100 000           |
| États-Unis (RIAA)     | Platine       | 1 000 000         |
| Royaume-Uni (BPI)     | Or            | 100 000           |